# Ridha El Louze
Ridha El Louze (رضا اللوز), né le 27 avril 1953 à Sfax, est un footballeur tunisien.
Actif de 1967 à 1984, il ne connaît qu’un seul club, le Sfax railway sport, où il évolue en défense au poste d’arrière droit puis à partir de 1979 comme libéro.

## Biographie
En rejoignant le Sfax railway sport, véritable école de formation dans le domaine du football, il est encadré par Mekki Jerbi et Ahmed Bouraoui qui lui permettent de développer son talent. Il remporte deux coupes chez les jeunes et se classe troisième meilleur jeune footballeur, avant de rejoindre à l'âge de 18 ans les seniors. Arrière droit et fin technicien, possédant une bonne vision du jeu et un tir percutant, il est un élément incontournable pour son équipe où, pendant treize saisons, il accomplit à la fois son rôle défensif et prête main-forte à l’attaque en marquant 27 buts. Il est le joueur le plus capé de l’histoire de son club.
Il est appelé par l’entraîneur Ameur Hizem en équipe nationale avec laquelle il remporte la coupe de Palestine. Puis, l’entraîneur André Nagy le titularise après le retrait d'Ahmed Zitouni, mais l’avènement de Abdelmajid Chetali à la tête de la sélection fait de lui un remplaçant de Ridha Ayèche, puis de Mokhtar Dhouib, arrière central reconverti en arrière droit. Il continue à faire partie de la sélection jusqu’aux Jeux méditerranéens de 1979 .

## Palmarès
- Finaliste de la Coupe de Tunisie en 1979
- Vainqueur de la coupe de Tunisie des cadets en 1969 et 1970
- 3e au concours du jeune footballeur tunisien en 1970
- Finaliste de la coupe de Tunisie des juniors en 1972
- Vainqueur de la Coupe de Palestine en 1973

## Statistiques
- Matchs en championnat de Tunisie : 313 matchs (25 buts)
- Matchs en coupe de Tunisie : 26 matchs (2 buts)
- Sélections : 23